# Martiniano Eliseu do Bonfim
Martiniano Eliseu do Bonfim Ajimúdà (1859-1943), também conhecido como Ojé L’adê, nasceu na cidade de Salvador, Bahia, filho de africanos libertos vinculados ao Terreiro da Casa Branca do Engenho Velho. Nesse ambiente familiar, Martiniano foi imerso no mundo religioso afro-brasileiro desde tenra idade, posteriormente tornando-se grande defensor do candomblé e, de modo mais amplo, a herança religiosa e cultural afro-brasileira.  Ativo no culto aos ancestrais masculinos (babá egum), tinha posto importante no Ilê Axé Opô Afonjá e foi o último babalaô da Bahia.

## Biografia
Os pais de Martiniano eram iorubás, porém de subgrupos distintos. O pai, Eliseu do Bonfim, era egbá, enquanto a mãe, Felicidade da Silva Paranhos, era do reino de Oyo.  Numa entrevista concedida no final de sua vida, Martiniano afirmou que o pai, que era africano livre, tinha comprado a liberdade da mãe. Em 1875, poucas semanas antes de o filho fazer 14  anos, Eliseu levou-o para a cidade de Lagos, Nigéria, então uma colonia inglesa. Lá, Martiniano aperfeiçoou seu iorubá, aprendeu inglês numa escola missionária, trabalhou na construção da primeira igreja católica, e teve contato com seus parentes paternos. Durante seu tempo em Lagos, integrou-se à crescente comunidade de retornados brasileiros, sendo hospedado por uma família brasileira que cultuava babá egum (egungun, entre os iorubás). Em 1886,  depois de onze anos na África, Martiniano voltou à Bahia para morar, talvez motivado pela doença do pai, que faleceu em 1887.  
Inicialmente, Martiniano permaneceu vinculado à comunidade religiosa da Casa Branca, mas, poucos anos depois do falecimento da mãe em 1919, acabou se afastando, em decorrência de dissidências internas.  Aliou-se então  com um novo terreiroque tinha sido fundado em consequência das mesmas dissidências, o Ilê Axé Opô Afonjá, liderado por Eugênia Ana dos Santos, também egressa da Casa Branca. Ainda no final do século XIX, Martiniano tinha auxiliado Nina Rodrigues nos seus estudos pioneiros sobre o candomblé. A partir dos anos 1930, ele tornou-se informante fundamental para uma nova geração de pesquisadores brasileiros e estrangeiros interessados da religiosidade afro-brasileira, a começar com Edison Carneiro, de quem foi professor de iorubá.  
Em 1934, Martiniano participou do 1º Congresso Afro-Brasileiro, em Recife, levado por Carneiro. Poucos anos depois, em 1937, teve lugar na Bahia o 2º Congresso Afro-Brasileiro, organizado por Carneiro. Ambos eventos reuniram estudiosos interessados na religiosidade afro-brasileira, além de membros do povo de axé, com o propósito de discutir o legado cultural africano e a importância da liberdade religiosa para o candomblé, à época ainda perseguido pela polícia.   Martiniano foi o presidente de honra do evento na Bahia e assumiu a liderança da União das Seitas Africanas, a primeira associação de terreiros de candomblé, surgido em consequência do congresso na Bahia. Ainda em 1937, em parceria com Mãe Aninha, idealizou um novo corpo sacerdotal no Ilê Axé Opô Afonjá, os Obás de Xangô (Ministros de Xangô). Em 3 de novembro de 1943, quando Martiniano faleceu, sua morte foi noticiada em jornais baianos e cariocas.
  

Martiniano Eliseu do Bonfim foi, indiscutivelmente, um ator fundamental nos primeiros tempos da luta para a legitimação do candomblé que ocorreu ao longo do século XX. Foi também defensor da chamada reafricanização do candomblé e do conceito da "pureza nagô". Seu importante papel como interlocutor privilegiado dos primeiros estudiosos do candomblé acabou alimentando o prestígio da Nação Queto.